# Пауни
Пауни или Паун-поље (Пауново поље) је место на Косову, које се помиње у средњовековним изворима, као место једног од дворова Немањића око Сврчинског језера. Данас је оно познато као Талиновачко поље и простире се између Јерли-Талиноваца, Урошевца и Муаџир-Талиноваца.

## Историјат
Код Пауна су византијске снаге потукле словенске устанике предвођене Бодином, почетком 1073. година, чиме је велики устанак угушен, а сам Бодин је заробљен. У доба краља Милутина, у Паунима се налазио један од дворова Немањића (1314), а забележено је да су воденице у том крају биле део властелинства манастира Грачанице.

## Остаци грађевина
На овом простору нису уочљиви остаци неких грађевина, нити је у локалним предањима очувано сећање на њих, а нису забележени ни случајни налази керамике, цигала или неког другог налаза из средњег века. Према подацима из 1975. године, на овом простору нису вршена археолошка истраживања, али су према причама мештана после Другог светског рата су у близини Муаџир-Талиноваца вршена ископовања. Током њих су откривени темељи зграде или цркве, али нема података о томе ко их је обављао, нити шта је тада пронађено, док њихови трагови тих радова више нису уочљиви на терену. Поред тога, код села Плешине су пронађени темељи неке грађевине, које локално становништво приписује Римљанима.